# Aleksander Margolis

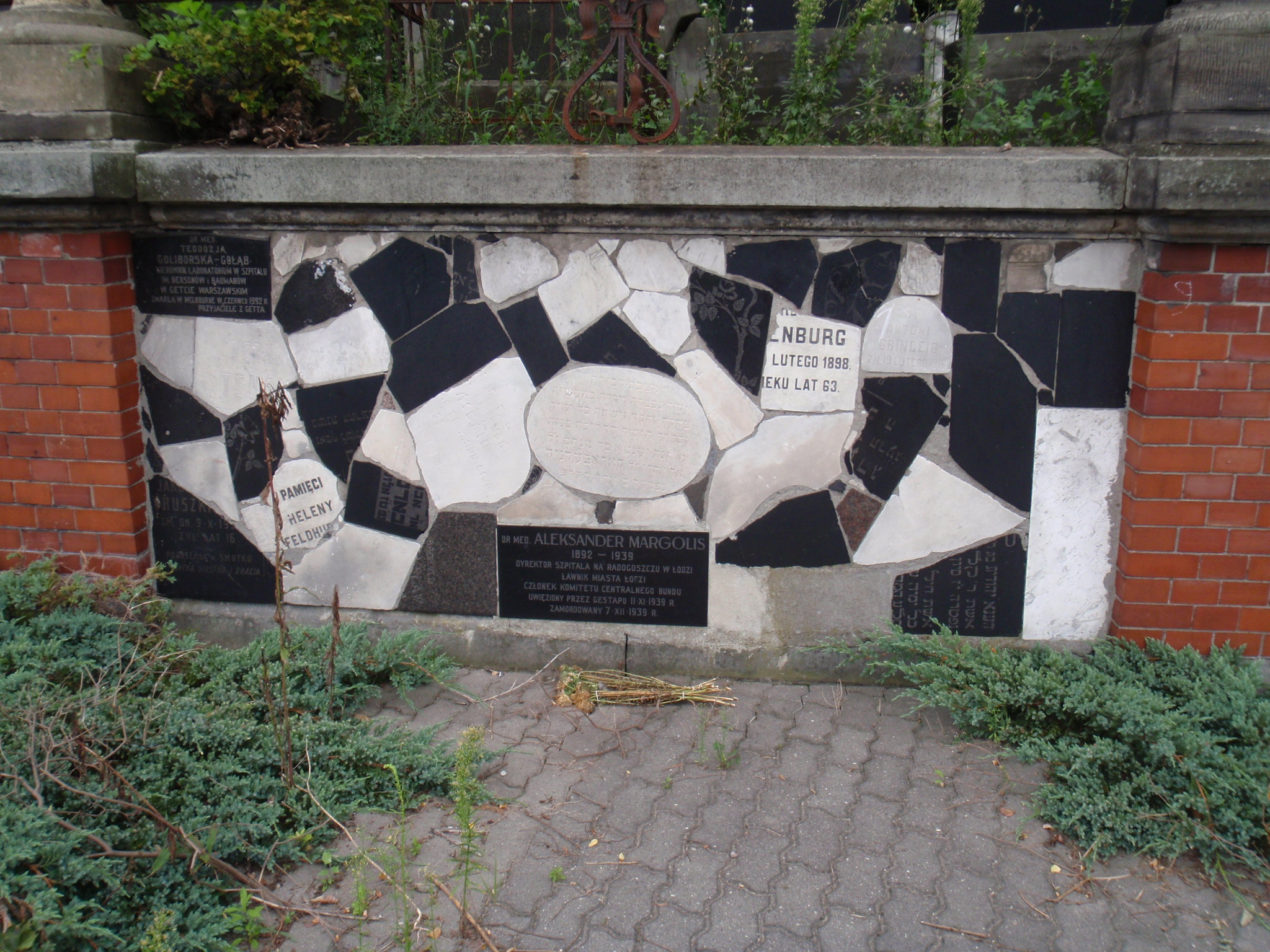
Tablica pamiątkowa ku czci Aleksandra Margolisa na cmentarzu żydowskim w Warszawie

Aleksander Margolis, ps. „Paweł Gart” (ur. 21 lutego 1887 w Suwałkach, zm. 7 grudnia 1939) – polski lekarz internista i działacz społeczny żydowskiego pochodzenia.

## Życiorys
Urodził się w Suwałkach. Studiował medycynę na Uniwersytecie w Heidelbergu i Uniwersytecie w Strasburgu. W 1911 otrzymał tytuł doktora medycyny. Następnie praktykował w Łodzi. Był ordynatorem Oddziału Chorób Zakaźnych i dyrektorem Szpitala Miejskiego na Radogoszczu. Prowadził działalność społeczną i był jednym z liderów Bundu. Był też ławnikiem łódzkiej Rady Miejskiej, kierownikiem Wydziału Zdrowia, członkiem Zarządu Polskiej Izby Lekarskiej i Sądu Lekarskiego.
W listopadzie 1939 aresztowany w akcji Intelligenzaktion Litzmannstadt i osadzony w obozie przejściowym na Radogoszczu (budynek dawnej fabryki Michała Glazera). Wraz z nim w obozie znajdował się jego przyjaciel Wincenty Tomaszewicz, dyrektor Wielospecjalistycznego Szpitala Ubezpieczalni Społecznej im. Ignacego Mościckiego w Łodzi. Margolis został rozstrzelany w grudniu 1939 r. w lesie lućmierskim k. Zgierza wraz z wieloma innymi osobami uwięzionymi podczas Intelligenzaktion Litzmannstadt. Na cmentarzu żydowskim przy ulicy Okopowej w Warszawie znajduje się tablica pamiątkowa poświęcona jego osobie. Tablica upamiętniająca Aleksandra Margolisa jest również na terenie mauzoleum radogoskiego (oddział Muzeum Tradycji Niepodległościowych w Łodzi).

## Życie prywatne
Urodził się w rodzinie żydowskiej jako syn Izraela (lekarza pochodzącego z Sejn) i Sary.
Z małżeństwa z Anną z domu Markson (1892–1986) miał córkę Alinę (1922–2008), lekarkę i działaczkę społeczną, uczestniczkę powstania w getcie warszawskim i syna Jana (1928–1998), artystę plastyka, projektanta-wystawiennika. Jego zięciem był Marek Edelman (1919–2009). Brat Ignacy Margolis (1893–po 1939) był lekarzem okulistą, razem z żoną Klarą (zm. 1965 w Łodzi) wywieziony na Syberię, gdzie zmarł.
W 1936 mieszkał i miał gabinet w Łodzi przy ul. Przejazd (obecnie ul. J. Tuwima) 20, niedługo przed wojną wyprowadził się do wilii przy ul. Mostowej (obecnie ul. Aleksandra Zelwerowicza) 34a.

## Prace
- Gruźlica w Łodzi. Studium epidemiologiczno-statystyczne. Łódź 1932
- Insulina a gruźlica. Polska Gazeta Lekarska 3 (1924)
- O czynności żołądka w okresach początkowych gruźlicy. Polska Gazeta Lekarska (1927)
- O typach wydzielania żołądkowego. Polskie Archiwum medycyny wewnętrznej 3 (1925)
- Odczyn opaskowy w tyfusie plamistym i brzusznym
- W sprawie patogenezy okrągłego wrzodu żołądka. Polska Gazeta Lekarska 2 (1923)
- Śledziona a marskość wątroby. Warszawskie Czasopismo Lekarskie 11(42), s. 71–74 (1934)

W 1933 nakładem Księgarni F. Hoesicka wydał powieść Zachorowałem...

## Upamiętnienie
Aleksander Margolis został upamiętniony na wystawie dr Ludwiki Majewskiej pt. „Zagłada mikrokosmosu. Inteligencja w obozie w Radogoszczu 1939/40”, której wernisaż odbył się 10 października 2024 r. w Oddziale Martyrologii Radogoszcz Muzeum Tradycji Niepodległościowych w Łodzi.